# A Man Called Intrepid (série televisiva)
A Man Called Intrepid é uma série televisiva de espionagem de 1979, passada durante a II Guerra Mundial, inspirada no livro com o mesmo nome de William Stevenson.

## Enredo
Supostamente baseado em acontecimentos verídicos, A Man Called Intrepid narra a história de como, durante a II Guerra Mundial, o milionário canadiano William Stephenson (interpretado por David Niven), sob a direção de Winston Churchill (Nigel Stock) organiza uma rede de espiões para agir na Europa ocupada; entre os agentes estão Evan (Michael York) e "Madelaine"/Noor Inayat Khan (Barbara Hershey), que acabam por se envolver romanticamente.

## Elenco
- David Niven como William Stephenson[2]
- Nigel Stock como Winston Churchill[2]
- Michael York como Evan[2]
- Barbara Hershey como Madelaine (Noor Inayat Khan)[2][6]